# Ставропольський державний аграрний університет
Ставропольський державний аграрний університет — державний вищий освітній заклад Північного Кавказу в місті Ставрополі. Попередня назва — Ставропольська державна сільськогосподарська академія.

## Історія
- 1930 — в результаті реорганізації Московського вищого зоотехнічного інституту було створено чотири освітніх заклади: Московський зоотехнічний інститут конярства й кіннозаводства на базі факультету конярства, Московський інститут крупної рогатої худоби, Московський інститут вівчарства й Московський ветеринарний інститут. Московський інститут вівчарства працював у Москві два роки й 1932 року у повному складі був переведений на Північний Кавказ з метою територіального наближення до основної виробничої бази — тонкорунного вівчарства
- 1933 — до ВНЗ приєднались Краснодарський інститут вівчарства й відділення м'ясо-молочного скотарства Таганрозького інституту. Він отримав назву Північно-Кавказького зоотехнічного інституту
- 1940 — Всесоюзний науково-дослідний інститут вівчарства Наркомзему
- 1970 — створено підготовче відділення ВНЗ, прийом на яке здійснювався за напрямками сільськогосподарських підприємств-передовиків сільськогосподарського виробництва, активних суспільних діячів
- 1976 — за заслуги в підготовці висококваліфікованих фахівців сільського господарства, розробці й запровадженні наукових досягнень до сільськогосподарського виробництва інститут нагороджено орденом Трудового Червоного Прапора, а 1980 року — Почесною грамотою Президії Верховної Ради РРФСР
- 1994 — Державний комітет з вищої освіти ухвалив рішення про перетворення інституту на Ставропольську державну сільськогосподарську академію
- 2001 — академія була перейменована на Ставропольський державний аграрний університет

## Керівники
Директори Північно-Кавказького зоотехнічного інституту
- 1934–1937 — Ян Вірс
- 1937–1938 — Олексій Міхалін

Директор Ворошиловського зооветеринарного інституту
- 1938–1941 — Герасим Алафінов

Директори Ставропольського сільськогосподарського інституту
- 1942–1955 — Феодосій Козель
- 1955–1961 — Ігнатій Салмін

Ректори Ставропольського сільськогосподарського інституту
- 1961–1968 — Олександр Жуков
- 1968–1984 — Віктор Лісунов
- 1984–1999 — Віктор Нікітін, заслужений діяч науки РРФСР, академік Міжнародної академії аграрної освіти, академік Міжнародної академії вищої школи, академік Міжнародної академії інформатизації, Почесний громадянин Ставропольського краю

Ректор Ставропольського державного аграрного університету
- 1999–2021 Володимир Трухачов. Доктор сільськогосподарських наук, доктор економічних наук, професор; член-кореспондент РАСГН; заслужений діяч науки Російської Федерації; Почесний працівник вищої професійної освіти РФ; Почесний працівник науки й техніки Росії; Почесний працівник агропромислового комплексу Росії; академік Міжнародної академії аграрної освіти; академік РАПН; академік Міжнародної академії наук вищої школи; академік Міжнародної академії авторів наукових відкриттів та винаходів; академік Міжнародної академії проблем безпеки та правопорядку; Герой Праці Ставропілля; член Всеросійської організації якості

## Діяльність
За даними 2007 року в університеті навчалось понад 13,5 тисяч студентів. В структурі університету 8 факультетів, 58 кафедр, 30 інноваційних структурних підрозділів. У ВНЗ працюють 8 академіків РАСГН, 14 академіків і 12 членів-кореспондентів громадських академій, 131 доктор наук і професор та 416 кандидатів наук і доцентів. Кількість викладачів, хто має вчений ступінь, становить 90,1% — це найвищий показник у системі аграрної освіти Росії.

### Факультети
- Агрономічний
- Ветеринарної медицини
- Захисту рослин
- Механізації сільського господарства
- Сервісу й туризму
- Технологічний менеджмент
- Обліково-фінансовий
- Економічний
- Електроенергетичний

## Спеціальності університету
- Агроінженерія
- Агрономія
- Агрохімія та агроґрунтознавство
- Бізнес-інформатика
- Біологія
- Бухгалтерський облік та аудит
- Ветеринарія
- Ветеринарно-санітарна експертиза
- Державне та муніципальне управління
- Екологія та природокористування
- Економіка
- Експлуатація транспортно-технологічних машин і комплексів
- Електроніка й електротехніка
- Електроенергетика й електротехніка
- Землеустрій і кадастри
- Зоотехніка
- Інформаційні системи й технології
- Ландшафтна архітектура
- Менеджмент
- Світова економіка
- Педагогічна освіта
- Прикладна інформатика
- Природовлаштування й водокористування
- Продукти харчування тваринного походження
- Продукти харчування з рослинної сировини
- Професійне навчання
- Садівництво
- Сервіс
- Технологія продукції та організація громадського харчування
- Технологія транспортних процесів
- Туризм
- Фінанси та банківська справа

## Відомі випускники
- Абонєєв Василь Васильович — професор, член-кореспондент РАСГН
- Горбачов Михайло Сергійович — Президент СРСР
- Зеренков Валерій Георгійович — губернатор Ставропольського краю
- Маркар'янц Володимир Суренович — голова Ради міністрів Вірменської РСР
- Хубієв Володимир Ісламович — глава Карачаєво-Черкесії